# Liste der Bischöfe von Cambrai
Die folgenden Personen waren Bischöfe, Erzbischöfe und Fürsterzbischöfe von Cambrai:

## Bischöfe
- Vorgänger vor Verlegung des Sitzes von Arras nach Cambrai siehe Liste der Bischöfe von Arras
- Gaugerich (Géry) 584–623
- Berthold 627
- Ablebert 633
- Aubert * 633 † um 679
- Vindicien 669–712
- Hildebert † 21. Juni 712–715
- Hunald † 717
- Hadulf 717, † 19. Mai 728–729
- Treuvard 728–730, † 752
- Gaufrid (Gunfrid, Godefrid) 750–752, † 763
- Alberik 763–764, † 790
- Hildwart 790–816
- Halitgar 817–831
- Theoderich (Dietrich) 831–863
- Hildwin 863–866
- Johann I. 866–879
- Ruthard I. 879–886
- Dodilo 887–901
- Stephen 901–933
- Fulbert 933–956
- Berengar 956–957 (wohl aus der Familie der Ezzonen)
- Engelram I. 957–960
- Ansbert 960–965
- Wibald 965–966
- Dedo 972?–976?
- Ruthard II. 976?–995
- Erlwin 995–1012
- Gerhard I. von Florennes 1012–1051
- Leutbert 1051–1076
- Gerhard II. 1076–1092
- Walter 1092–1095
- Manasse von Soissons 1095–1105 (Rolloniden)
- Odo 1105–1113
- Vakanz
- Burchard 1114/16–1130
- Ludhard 1131–1137[1]
- Nicolas I. de Chièvres 1137–1166
- Peter I. von Flandern 1167–1174
- Robert I. 1174
- Alhard 1175–1178
- Roger de Wavrin 1179–1191
- Jean II. d’Antoing 1192–1196
- Nicolas II. de Roeux 1197
- Hugh de Oisy 1197–1199
- Pierre II. de Corbeil 1199–1200
- Jean III. de Bethune 1200–1219 (Haus Béthune)
- Godfroi de Condé 1219–1237
- Wilhelm I. 1237
- Guy I. de Laon 1237–1247
- Nicolas III. de Fontaines 1248–1273
- Engelram II. de Créaui 1273–1292
- Wilhelm II. von Hainault 1292–1296 (Haus Avesnes)
- Guy II. de Collemède 1297–1306
- Philippe de Marigny 1306–1309
- Pierre III. de Mirepoix 1309–1323 (Haus Lévis)
- Guy III. de Auvergne 1326–1336 (Haus Auvergne)
- Wilhelm III. de Auxonne 1336–1342
- Guy IV. de Ventadour 1342–1347 (Haus Comborn)
- Pierre IV. de André 1349–1368
- Robert II. von Genf 1368–1372
- Gerard III. de Dainville 1372–1378
- Johann IV. Iserklas 1378–1389
- Ando von Luxemburg-Ligny 1389–1396
- Vakanz
- Pierre V. de Ailly 1398–1411
- Johann von Bayern-Straubing-Holland, 1411–1414 (Administrator) (auch Bischof von Lüttich)
- Jean V. de Saveren 1414–1438
- Vakanz
- Johann VI. von Burgund 1440–1479
- Heinrich von Glymes und Berghes 1480–1502 (Haus Glymes)
- Jacques de Croÿ 1502–1516
- Guillaume III. Kardinal de Croy 1516–1519
- Robert III. de Croÿ 1519–1556
- Maximilian de Berghes 1556–1559/62 (Haus Glymes)

## Fürsterzbischöfe (ab 1559)
- Maximilian de Berghes 1559/62–1570 (Haus Glymes)
- Ludwig von Berlaymont 1570–1595
- Säkularisation
- Jean Sarazin 1596–1598
- Guillaume de Berghes 1601–1609 (Haus Glymes)
- Jean Richardot 1609–1614
- François Buisseret 1615
- François van der Burch 1615–1644
- Joseph de Bergaigne 1645–1647
- Gaspard Nemius 1649–1667
- Ladislas Jonnart 1671–1674

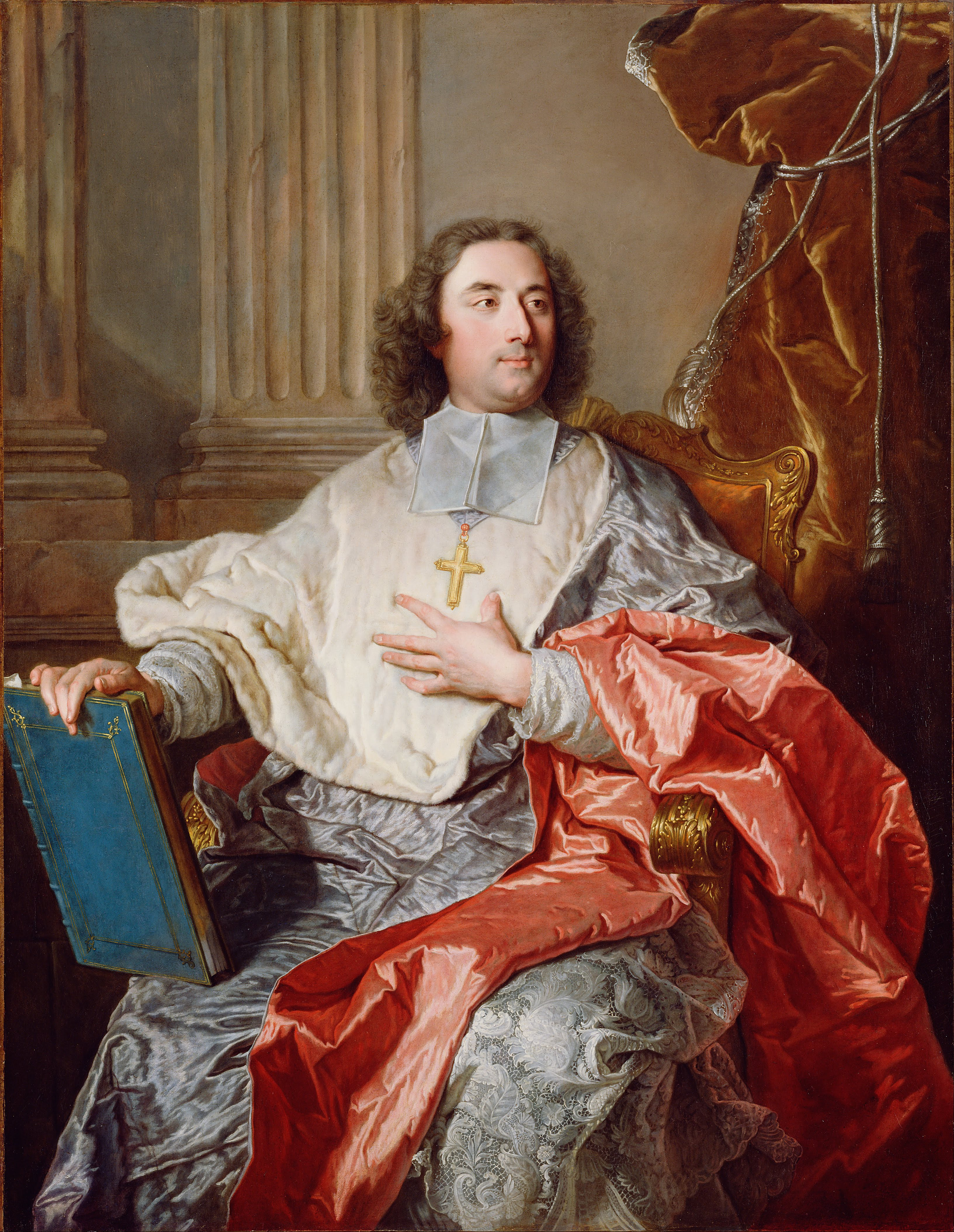
Charles de Saint-Aubin (1698–1764)

- Jacques-Théodore de Bryas 1675–1694
- François de Salignac de La Mothe-Fénelon 1695–1715
- Jean d’Estrées 1716–1718
- Joseph-Emmanuel Kardinal de La Trémoille 1718–1720 (auch Bischof von Bayeux)
- Guillaume Kardinal Dubois 1720–1723
- Louis Charles de Saint-Albin 1723–1764
- Léopold-Charles de Choiseul-Stainville 1764–1774
- Henri Marie Bernardin de Rosset de Rocozel 1774–1781
- Ferdinand Maximilien Mériadec de Rohan-Guéméné 1781–1801

## Bischof (1802–1841)
- Louis de Belmas 1802–1841

## Erzbischöfe (ab 1841)
- Pierre Kardinal Giraud 1841–1850
- René-François Kardinal Régnier 1850–1881
- Alfred Duquesnay 1881–1884
- François-Edouard Hasley 1885–1888
- Odon Thibaudier 1889–1892
- Etienne-Marie-Alphonse Sonnois 1893–1913
- François-Marie-Joseph Delamaire 1913–1913 (Koadjutor ab 1906) (auch Bischof von Périgueux)
- Jean Arthur Chollet 1913–1952
- Emile Maurice Guerry 1952–1966 (Koadjutor ab 1940)
- Henri-Martin Félix Jenny 1966–1980 (Koadjutor ab 1965)
- Jacques Louis Léon Delaporte 1980–1999
- François Garnier 2000–2018
- Vincent Dollmann seit 2018